# Gangnihessou
Gangnihessou, též Ganye Hessou, má být prvním ze starých „dvanácti králů Dahome“ (17. až 19. století). 

## Původ
Podle pověstí Gangnihessou náležel k dynastii, která v 16. století přišla z Tada na řece Moro (nyní se nacházejícího v Togu) do Allady, kde založila království Velké Ardry.  Pocházel ze čtyř bratrů. Jeden z nich byl králem Velké Ardry, a po jeho smrti bylo království rozděleno mezi zbylé tři sourozence. Tak kromě Velké Ardry a Malé Ardry  vznikla i Dahome, ačkoliv původně nebyla více než jen Abomeyskou plošinou.

## Králem
Ganye Hessou je prohlášen za krále kolem roku 1620. Předpokládá se, že byl svržen svým bratrem Dakodonouem, když cestoval svým královstvním. Jeho symbolem byli sameček ptáka gangnihessou, buben a zahnutá lovecká hůl s vrhací tyčí. (Pták byl hádankou jeho jména.) 

## Historické hledisko
Není jasné, zda byl z hlediska historie skutečně králem. Je možné, že se pouze předpokládá, že spolu s bratrem Dakodonou, jakožto významný vůdce spravující záležitosti společenství dle svých představ, měl titul krále. Naproti tomu je zřejmé, že Dakodonou ve své době za krále považován byl.

## Velká Ardra
Pokud se budeme přesně držet pověstí, pak mezi svými bratry byl Gangnihessou tím, který byl králem Velké Ardry, tedy králem všech tří zemí. Některé příběhy mu skutečně tento titul připisují. Podle nich pak byl Dogbagrigenu bratrem, který obdržel Dahome, a Dakodonou jeho synem.